# 索斯尼夫卡 (索斯尼齊亞區)
51°45′7″N 32°39′32″E / 51.75194°N 32.65889°E
索斯尼夫卡（烏克蘭語：Соснівка），是烏克蘭北部的村莊，隸屬切爾尼希夫州的科留基夫卡區。該村面積0.66平方公里，海拔高度170米，2001年人口108，人口密度每平方公里163.6人。